# Crepis arcuata
Crepis arcuata là một loài thực vật có hoa trong họ Cúc. Loài này được Kamari & Strid mô tả khoa học đầu tiên năm 1989.